# 佛鉴慧勤
佛鉴慧勤（1059年—1117年12月3日），舒州（今安徽省安庆市）人，俗姓汪，北宋禅宗临济宗杨岐派第4代高僧，同圆悟克勤、佛眼清远一同被誉为“东山三杰”。

## 生平
嘉祐四年（1059年）、佛鉴慧勤出生在舒州（今安徽省安庆市）。俗姓汪。佛鉴慧勤承接五祖法演的法嗣，曾出任舒州大平山兴国禅院住持。政和元年（1111年），宋徽宗勅命其为东都智海寺住持。后来，佛鉴慧勤移居蒋山灵谷寺。政和七年11月8日（1117年12月3日），佛鉴慧勤在沐浴更衣之后坐着圆寂，宋徽宗下诏封其为“佛鉴禅师”。

## 弟子
文殊心道、何山守珣、祥符清海、南华知炳、净众了璨、龙牙智才